# 天主教石阡宗座监牧区
天主教石阡宗座監牧區（拉丁語：Apostolica Praefectura Shihtsienensis；中國官方稱為：石阡教區）是天主教在中國貴州省東北部設立的一個宗座監牧區，直屬聖座。

## 概況
1937年12月2日，聖座將石阡自治傳教區升格為石阡宗座監牧區，屬於聖座。
1950年，石阡宗座監牧區信徒人數為5,697人、20個堂區、22位司鐸。教座位於中國貴州省石阡縣。宗座監牧區自胡大國主教於2011年去世後，教區一直處於教座出缺況態。

## 歷史
1932年3月23日，聖座從貴陽宗座代牧區劃出石阡和銅仁等24縣設立石阡自治傳教區。自治傳教區由耶穌聖心傳教會會士負責管理，包美德神父出任傳教區神長，轄區面積40,000 平方公里。
1937年12月2日，石阡自治傳教區升格為石阡宗座監牧區，步堅牧神父出任宗座監牧。
1949年10月1日，中國共產黨在中國大陸地區建立中華人民共和國，並開始針對天主教進行宗教迫害及打壓，教會已經無法正常功能。1950年，宗座監牧區設有預備小修院、德肋撒修女院、二所小學和藥房。1950年北韓入侵南韓爆發韓戰，次年中國爆發抗美援朝運動，同年10月26日，石阡縣召開萬人大會，宣佈驅逐步堅牧宗座監牧和其他外籍傳教士出境。
1966年至1979年的文化大革命期間，所有宗教活動停止。1980年代初，宗座監牧區續步恢復宗教活動。1997年，地下教會主教胡大國調任石阡宗座監牧區宗座監牧。
1999年12月6日，中國政府官方組織貴州省中國天主教愛國會擅自將貴陽總教區、安龍教區和石阡宗座監牧區合併及成立貴州教區，貴陽總教區正權主教王充一擔任貴州教區主教。同月17日，得到中國天主教主教團和中國天主教愛國會的批復同意。但是，聖座不承認有關變動，維持原有劃分。

## 歷任主教

### 石阡傳教區神長
- 包美德神父, M.S.C.（1932年11月11日-1937年12月2日）:德國籍[3]

### 石阡宗座監牧
- 步堅牧神父, M.S.C.（1937年12月10日-1983年）:德國籍[4]
- 胡大國主教（1997年-2011年2月17日）：秘密晉牧，中國政府未承認。[5][6][7]
- 教座出缺（2011年-現任）